# کت صدام کن (مجموعه تلویزیونی)
کت صدام کن (Call Me Kat) یک مجموعه تلویزیونی کمدی آمریکایی است که عمدتاً بر اساس کمدی بریتانیایی میراندا ساخته میراندا هارت ساخته شده‌است.
این سریال توسط دارلین هانت نوشته شده و ماییم بیالیک به عنوان نقش اصلی بازی می‌کند و در این فیلم Cheyenne Jackson, Kyla Pratt, Julian Gant, Leslie Jordan و Swoosie Kurtz در نقش‌های فرعی بازی می‌کنند. این سریال برای اولین بار در شبکه تلویزیونی فاکس به عنوان یک ورود در فصلی در فصل تلویزیونی ۲۰۲۰–۲۱ در ۳ ژانویه ۲۰۲۱ پخش شد.

## داستان
مجموعه داستان یک زن ۳۹ ساله مجرد به نام کت را دنبال می‌کند «که هر روز علیه جامعه و مادرش مبارزه می‌کند تا ثابت کند شما نمی‌توانید همه چیزهایی را که می‌خواهید داشته باشید اما هنوز خوشبخت باشید.» وی پس از ترک شغل استادی خود در دانشگاه لوئیزویل، پولی را که والدینش برای عروسی خود اختصاص داده بودند برای راه اندازی یک کافه گربه در لوئیزویل، کنتاکی هزینه می‌کند.

## بازیگران

### اصلی
- ماییم بیالیک در نقش کاتارین «کت» سیلور، یک زن ۳۹ ساله مجرد که یک کافه گربه را در لوئیزویل اداره می‌کند و تلاش می‌کند تا تعادل بین زندگی کامل و احساس تنهایی مداوم خود را پیدا کند.
- سووسی کورتز در نقش شیلا سیلور، مادر پرطرفدار کت که نمی‌تواند بفهمد چرا دخترش مجرد بودن را انتخاب می‌کند و دائماً سعی می‌کند او را به ملاقات با مردان جدید برساند.
- لزلی جوردن در نقش فیل، یک مرد همجنسگرا که به تازگی طلاق گرفته و به عنوان سردسته در کافه کت کار می‌کند.
- کیلا پرات در نقش رندی، پیشخدمت در کافه کت.
- جولیان گانت در نقش کارتر، صاحب بار کنار کافه کت.
- چایان جکسون در نقش مکس کینگ برد، دوست کت و علاقه سابق کالج عاشق علاقه است که پس از بازگشت به خانه از سالها سفر به خارج از کشور، در بار کارتر کار می‌کند.

### مهمان
- ونسا لاچی در نقش تارا بارنت ، بهترین دوست کت از کودکی که با سه بچه ازدواج کرده‌است.
- لامورن موریس در نقش دانیل، مشتری در کافه کت که به دلایل اجتماعی و سیاسی از ارائه اطلاعات خودداری می‌کند
- گرگ کرومر در نقش براندون
- شویلر هلفورد در نقش بریژیت
- رابرت مایکل لی در نقش کاریکاتوریست خیابانی
- تیوانا فلوید به عنوان مشتری
- عثمان الی در نقش دکتر کوین خان
- استرلینگ جونز در نقش لین گافنی
- جک پلوتنیک در نقش بنت
- ملودی بوتیو در نقش رنی لنکستر

## تولید

### توسعه
در ۱۹ سپتامبر ۲۰۱۹، اعلام شد که شرکت پخش فاکس یک سری تعهد را متعهد شده‌است، بر اساس طنز شرکت انگلیسی میراندا توسط میراندا هارت. عنوان فعال در این مرحله کارلا بود. این سریال قرار است به تهیه کنندگی ماییم بیالیک و دارلین هانت از طریق Sad Clown Productions، جیم پارسونز (همبازی سابق بیالیک در The Big Bang Theory) و تاد اسپیواک از طریق That's Wonderful Productions و آنجی استیفنسون و خالق و ستاره اصلی سریال ساخته شود. میراندا هارت از طریق استودیوی BBC. اریک نورسوف، فیلم فوق‌العاده Wonderful Productions و مکنزی گابریل-ووت، تولیدات دلقک غمگین به عنوان تهیه‌کننده فعالیت خواهند کرد. شرکتهای تولیدی اظهار داشتند: فاکس اینترتینمنت و تلویزیون برادران وارنر. در ۱۲ فوریه سال ۲۰۲۰ اعلام شد که نام سریال از Carla به Call Me Kat تغییر یافت.
در ۱۱ مه سال ۲۰۲۰، اعلام شد که فاکس به خلبان دستور سری دادن داده‌است. اولین بار این سریال در ۳ ژانویه ۲۰۲۱ پخش شد.
در طول توسعه این نمایش، هانت تصمیم گرفت که نمایش را در لوئیزویل، نزدیک زادگاهش در محل تقاطع لبنان ، کنتاکی تنظیم کند و به کربی یتس از روزنامه روزانه لوئیزویل، پیک ژورنال گفت: "لوئیزویل فقط احساس خوبی داشت." در همان مصاحبه، هانت به ییتس گفت که بیالیک این شرایط را تأیید می‌کند: "او اخیراً به لوییزل رفته بود و شهر را دوست داشت و به من گفت که احساس می‌کرد واقعاً بی نظیر و خاص است. من به او گزینه دادم که آن را در زادگاهش سان دیگو، اما او در لوئیزویل دو برابر عمل کرد. " هانت تنها بومی منطقه لوئیزویل نیست که در تولید سریال حضور دارد. امی هابز، تهیه‌کننده و نویسنده مشترک اجرایی، از الیزابت تاون ، کنتاکی است. هانت خاطرنشان کرد که او و هابز "یک بحث بزرگ" در مورد وفاداری کت در رقابت کالج کنتاکی - لوئیزویل داشتند، خاطرنشان کرد که "من یک طرفدار بزرگ هوادار L بزرگ شدم، و امی یک طرفدار بزرگ انگلیس بود." هانت تصمیم گرفت قبل از شروع سریال وفاداری کت را فاش نکند، اما تأیید کرد که دانشگاه منتخب چندین مورد را برای استفاده در تزئین خانه این شخصیت ارسال کرده‌است.
به گفته ییتس، این سریال "پر از منابع لوئیزویل" است، در سه قسمت اول تنها اشاره‌های متعددی به سنگهای لمسی فرهنگی لوئیزویل و مکانهایی مانند رقابت UK-U of L، بوربن، هتل براون، چرچیل داونز و محمد علی. یتس اضافه کرد، "اگرچه هیچ یک از نمایش‌ها واقعاً در لوئیزویل فیلمبرداری نشده‌است، اما بخش هنری این مجموعه برای تهیه مجدد منابع در لوئیزویل در یک صحنه تولید در لس آنجلس، عکس‌ها را کار می‌کند." هانت در ادامه افزود: "اینکه واقعاً بتوانم این همه داد و فریاد را برای مردم، مکانها و چیزهای اطراف لوئیزویل ایجاد کنم و بتوانم از آنها در این نمایش تجلیل کنم، واقعاً ویژه است. یک افتخار شهر جدید برای من رقم می‌خورد، بنابراین بسیار خاص.

### ریخته‌گری
با تعهد سریال، بیالیک نیز برای بازی در این سریال انتخاب شد. در فوریه سال ۲۰۲۰، Swoosie Kurtz و Kyla Pratt در بازی در نقش‌های اصلی به بازیگران پیوستند. در ۶ مارس سال ۲۰۲۰، شیان جکسون برای بازی در نقش اصلی انتخاب شد. در ۲ آوریل سال ۲۰۲۰، اعلام شد که لزلی جوردن به بازیگران اصلی پیوست. در ۲۸ آوریل سال ۲۰۲۰، گزارش شد که جولیان گانت به عنوان یک سریال به‌طور منظم به بازیگران پیوست.
هانت در انتخاب بازیگران نقش‌های جزئی رنگ محلی به خود گرفت. او به یتس گفت، "وقتی او در بازیگری تست کرد که یک زن که گفته بود اهل لوییزویل است، به دلیل کاراکترش در هتل کار کردم، من به او احتیاج داشتم که بگوید" به لوئیزویل خوش آمدید! " هرکسی از لوئیزویل می‌داند سخت است که مردم را از جایی دیگر بگویند که این حرف را درست بزنند! " بازیگر زن برای این نقش در نزدیکی پارک Seneca در لوئیزویل بزرگ شد.

### ایمنی حیوانات
در مصاحبه ای، بیالیک گفت: گربه‌هایی که در فیلمبرداری استفاده می‌شوند، نه دارو هستند و نه بند آنها. چندین مربی آماده برای نظارت بر گربه‌ها.

## پخش
برای اولین بار در ۳ ژانویه ۲۰۲۱ در ساعت ۸/۷ از شبکه فاکس پخش شد.